# Florian Jaroszewicz
Florian Jaroszewicz pseudonim Jeden Stary Kapłan Katolickiego Zakonu S.O.F.R. (ur. 1694 w okolicy Sokala, zm. 11 lutego 1771 w Chełmie), franciszkanin-reformat, hagiograf i teolog.

## Życiorys
Dzieciństwo spędził na dworze Krystyny z Lubomirskich Potockiej. W roku 1710 wstąpił do zakonu reformatów. Po 10 latach (1720) otrzymał święcenia kapłańskie i został kolejno: gwardianem, a następnie lektorem retoryki, filozofii i teologii w seminarium. W roku 1741 mianowany sekretarzem prowincji małopolskiej, a w latach 1743-1756 był jej kustoszem. Od roku 1756 pełnił funkcję generalnego archiwisty klasztorów prowincji małopolskiej, od 1766 przebywał w Rawie. Dwa lata później (1768) został przeniesiony do Chełma.

## Twórczość
W dziele „Matka Świętych Polska...” z roku 1767 opisał 399 żywoty świętych, błogosławionych, wielebnych, świątobliwych, pobożnych Polaków i Polek, wśród których nieliczni byli oficjalnie uznani. Ramy tego zbioru są kopią „Żywotów świętych” Piotra Skargi - zachowują układ kalendarzowy, wzorce „na wszelki stan, kondycję i wiek”, ale obraz oprawiony w te ramy jest zupełnie inny. Brak u Jaroszewicza treści uniwersalnych, które zostały całkowicie zastąpione polską tematyką. Ze świętości oficjalnie usankcjonowanej i opierającej się na poważnych teologicznych fundamentach oraz na rzeczywistej praktyce chrześcijańskich cnót, przechodzi się do koncepcji „świętego narodu”.

### Ważniejsze utwory
- Principia theologiae asceticae ad usum et captum tyrocinii religiosi potissimum Seraphici Ordinis Minorum S.P.N. Francisci Strict. Observantiae Reformatorum ex probatis authoribus collecta, disposita et elucidata, Lwów 1752
- Matka Świętych Polska albo żywoty świętych, błogosławionych, wielebnych, świątobliwych, pobożnych Polaków i Polek. Wszelkiego stanu i kondycji każdego wieku od zakrzewionej w Polszcze chrześcijańskiej wiary osobliwą życia doskonałością słynących. Z różnych autorów i pism tak polskich jako i cudzoziemskich zebrane i spisane... Dla zbudowania żyjących i potomnych, dla pociechy duchownej swoich krewnych, Kraków 1767; wyd. następne: wyd. 2: t. 1-4, Niemieckie Piekary 1850; wyd. 3, Poznań 1893-1896, (fragmenty pt. Żywot błogosławionego Szymona z Lipnicy, zakonu św. O. Franciszka, wyjęty z dzieła Matka Świętych Polska... przez wydawcę, Bochnia 1848; Życia pobożnych Mieczysława, księcia polskiego, i Bolesława Chrobrego, pierwszego króla polskiego; wyjęte z dzieła Matka Świętych Polska..., Poznań (pomiędzy 1850 a 1880)
- Stare błędy światowej mądrości przeciw powściągliwości panieńskiej, wdowiej, kapłańskiej i zakonnej, przez wolnowierców odnowione, a przez... prawowiernym katolikom z fałszem swoim oczywiste pokazane, Lwów 1771; pt. Stary argument światowej mądrości, Lwów 1771
- Monumenta Provinciae Reformatae Minoris Poloniae, niewydane, rękopis znajdował się w bibliotece klasztornej w Rawie Ruskiej